# Alloteratura delicatula
Alloteratura delicatula är en insektsart som först beskrevs av Lucien Chopard 1924.  Alloteratura delicatula ingår i släktet Alloteratura och familjen vårtbitare. Inga underarter finns listade i Catalogue of Life.